# Schistogyna
Schistogyna is een geslacht van spinnen uit de familie hangmatspinnen (Linyphiidae). 

## Soorten
De volgende soorten zijn bij het geslacht ingedeeld:
- Schistogyna arcana Millidge, 1991